# جيم ديكسون (لاعب كرة قاعدة)
جيم ديكسون (بالإنجليزية: Jim Dickson)‏ هو لاعب كرة قاعدة أمريكي، ولد في 20 أبريل 1938 في بورتلاند في الولايات المتحدة.

## وصلات خارجية
- جيم ديكسون على موقع دوري كرة القاعدة الرئيسي (الإنجليزية)
- جيم ديكسون على موقعبيزبول رفرنس.كوم (الدوري الرئيسي) (الإنجليزية)
- جيم ديكسون على موقعبيزبول رفرنس.كوم (الدوري الثانوي) (الإنجليزية)